# Jack Marshall (motorcoureur)
John "Jack" Marshall (Coventry, december 1879 – Coventry, 12 januari 1960) was een Brits motorcoureur. 

## Biografie
Toen in 1907 de Isle of Man TT haar eerste editie beleefde, behoorde Jack Marshall tot de eerste starters. De TT van Man kende een interval-start, en de Single Cylinder TT opende het evenement. Marshall startte naast zijn Triumph-teamgenoot Frank Hulbert als eerste in St John's. De motorfietsen moesten in die tijd nog geschikt zijn voor gebruik op de openbare weg, met normale zadels, spatborden, uitlaten enz. Deze eerste race werd gewonnen door Charlie Collier met een Matchless-JAP. In het korte St John's Short Course zat één klim, Creg Willey's Hill, waar Collier in het voordeel was omdat hij pedalen had en heuvelop kon meetrappen. Triumph protesteerde tegen dit voordeel, met succes, want tijdens de TT van 1908 waren pedalen verboden.
In 1908 won Marshall de Single Cylinder TT met 2½ minuut voorsprong op Collier een reed het eerste rondegemiddelde van meer dan 40 mijl per uur. Hij had wel veel tegenslag gehad: hij viel bij Kirk Michael en moest een gebroken uitlaatklep vervangen en een lekke band repareren. Collier verloor echter ook tijd door het vervangen van een bougie. Tijdens de TT van 1909 viel hij op de tweede plaats liggend uit door klepschade. De TT kende nu nog slechts één klasse, de 500 Single & 750 Twin TT, waarbij de eencilinders (zoals Triumph) slechts 500 cc mochten meten en de tweecilinder 750 cc. In de TT van 1910 waren de Matchless-tweecilinders duidelijk in het voordeel. Jack Marshall werd met zijn Triumph-eencilinder slechts zesde.
Hierna beëindigde hij zijn carrière. Mogelijk voorzag hij de problemen die Triumph zou ondervinden toen de TT van Man overschakelde naar de lange (60 km) en uitdagende Snaefell Mountain Course, met een klim van 11 kilometer. AJS, Douglas, Indian en Scott hadden al echte versnellingsbakken terwijl Triump vertrouwde op een naafversnelling van Sturmey-Archer.
In 1957, bij het Gouden jubileum van de TT van Man, ontving hij samen met Rem Fowler een gouden medaille. 

## Isle of Man TT resultaten
| Jaar | Klasse                   | Team    | Motorfiets          | Plaats | Winnaar                         |
| ---- | ------------------------ | ------- | ------------------- | ------ | ------------------------------- |
| 1907 | Single Cylinder TT       | Triumph | Triumph TT Model    | 2e     | Charlie Collier, Matchless-JAP  |
| 1908 | Single Cylinder TT       | Triumph | Triumph TT Model    | 1e     | Jack Marshall, Triumph TT Model |
| 1909 | 500 Single & 750 Twin TT | Triumph | Triumph TT Model    | DNF    | Harry Collier, Matchless        |
| 1910 | 500 Single & 750 Twin TT | Triumph | Triumph TT Roadster | 6e     | Charlie Collier, Matchless      |